# George Bradburn
George Bradburn (Attleboro, 4 marzo 1806 – 26 luglio 1880) è stato un politico abolizionista e conferenziere statunitense, noto per il suo sostegno all'abolizionismo e ai diritti delle donne. Partecipò alla conferenza del 1840 sull'antischiavismo a Londra dove prese posizione contro l'esclusione delle delegate donne. Nel 1843 era con Frederick Douglass in un giro di conferenze in Indiana quando furono attaccati. Lydia Maria Child ha scritto riguardo al suo lavoro contro la schiavitù che aveva "un posto elevato tra quelli provati e veri!"..

## Biografia
Bradburn nacque il 4 marzo 1806 da James e Sarah Bradburn ad Attleboro, una piccola città del Massachusetts. Dopo la morte della madre, fu cresciuto dalla sorellastra Fanny. In primo luogo il mestiere di macchinista finché all'età di diciannove anni decise di proseguire gli studi. Continuò la sua formazione alla Phillips Exeter Academy nel New Hampshire. Dopo aver studiato con Hosea Ballou (il secondo) frequentò la Harvard Divinity School.
Il suo primo incarico ministeriale fu a Nantucket nel 1831, ma stranamente, la sua chiesa fu venduta mentre era via e la sua congregazione fu successivamente sciolta nel 1834. Mentre era a Nantucket incontrò e sposò la sua prima moglie, Lydia, ma nel giro di un anno dal matrimonio era morta, e la sua unica figlia morì un anno dopo. Questo "gettò un'ombra su tutta la sua vita". Inoltre, Bradburn aveva iniziato a perdere il senso dell'udito. Tuttavia, era ben considerato e fu eletto dai Whigs per servire come legislatura del Massachusetts nel 1839 per tre anni.
Divenne associato alla American Anti-Slavery Society nel 1839 e portò avanti la relativa legislazione radicale. Ha guidato un movimento che ha abrogato una legge sul matrimonio. Dopo questo cambiamento, "Le persone in Massachusetts, che desiderano sposarsi, non hanno alcuna necessità di confrontare le carnagioni". nel 1842.

### L'anno della "Convenzione mondiale"
Nel 1840 il diritto di una donna a far parte di un comitato americano contro la schiavitù fu stabilito quando Abby Kelley divenne membro a pieno titolo del comitato economico dell'American Anti-Slavery Society in occasione della loro convention annuale. Ciò non è avvenuto senza costi e alcuni membri hanno lasciato la riunione, ma altri, conosciuti come "l'ala Garrisoniana", credevano nella parità di diritti di tutti gli americani, indipendentemente dal sesso. Pertanto, quando fu ricevuto un invito per la World Anti-Slavery Convention il 12 giugno 1840 a Londra, non sorprende che il Massachusetts abbia deciso di inviare non solo William Lloyd Garrison, Wendell Phillips e Bradburn, ma anche Lydia Maria Child, Harriet Martineau e Maria Weston Chapman.
Bradburn viaggiò in prima classe sulla nave Roscoe il 7 maggio 1840. Altri delegati contro la schiavitù a bordo della nave erano Cyrus Pitt Grosvenor, James e Lucretia Mott, Emily Winslow e suo padre Isaac, Abby South, Henry Grew sua figlia Mary Grew ed Elizabeth Neall. Dopo il loro arrivo molti colsero l'occasione per visitare l'Inghilterra. Bradburn ha potuto visitare vari luoghi tra cui il Blenheim Palace, la Eaton Hall, Stratford on Avon, l'Università di Oxford e il Castello di Warwick. In seguito poté fare appello a queste esperienze nelle conferenze più avanti nella vita.
Poco prima dell'apertura della World’s Anti-Slavery Convention, l'organizzatore britannico Joseph Sturge spiegò che le delegate femminili non sarebbero state ammesse. Questa "innovazione folle, questa illusione invadente della donna," fu rimproverata dai membri inglesi principali antischiavisti. Alcuni dei delegati maschi provenienti dall'America si schierarono con le donne, tra cui George Bradburn, Wendell Phillips, James Mott, William Adam, Isaac Winslow, J. P. Miller e Henry B. Stanton.
Bradburn disse durante il dibattito "Dimostratemi, signori, che la vostra Bibbia sanziona la schiavitù della donna, la completa sottomissione di metà della razza all'altra e dovrei sentire che il miglior lavoro che potrei fare per l'umanità sarebbe fare un grande falò di ogni Bibbia nell'Universo". William Lloyd Garrison, che non era presente fino al 17, rifiutò di prendere il suo posto fino a quando non ci fu uguaglianza nei posti a sedere.

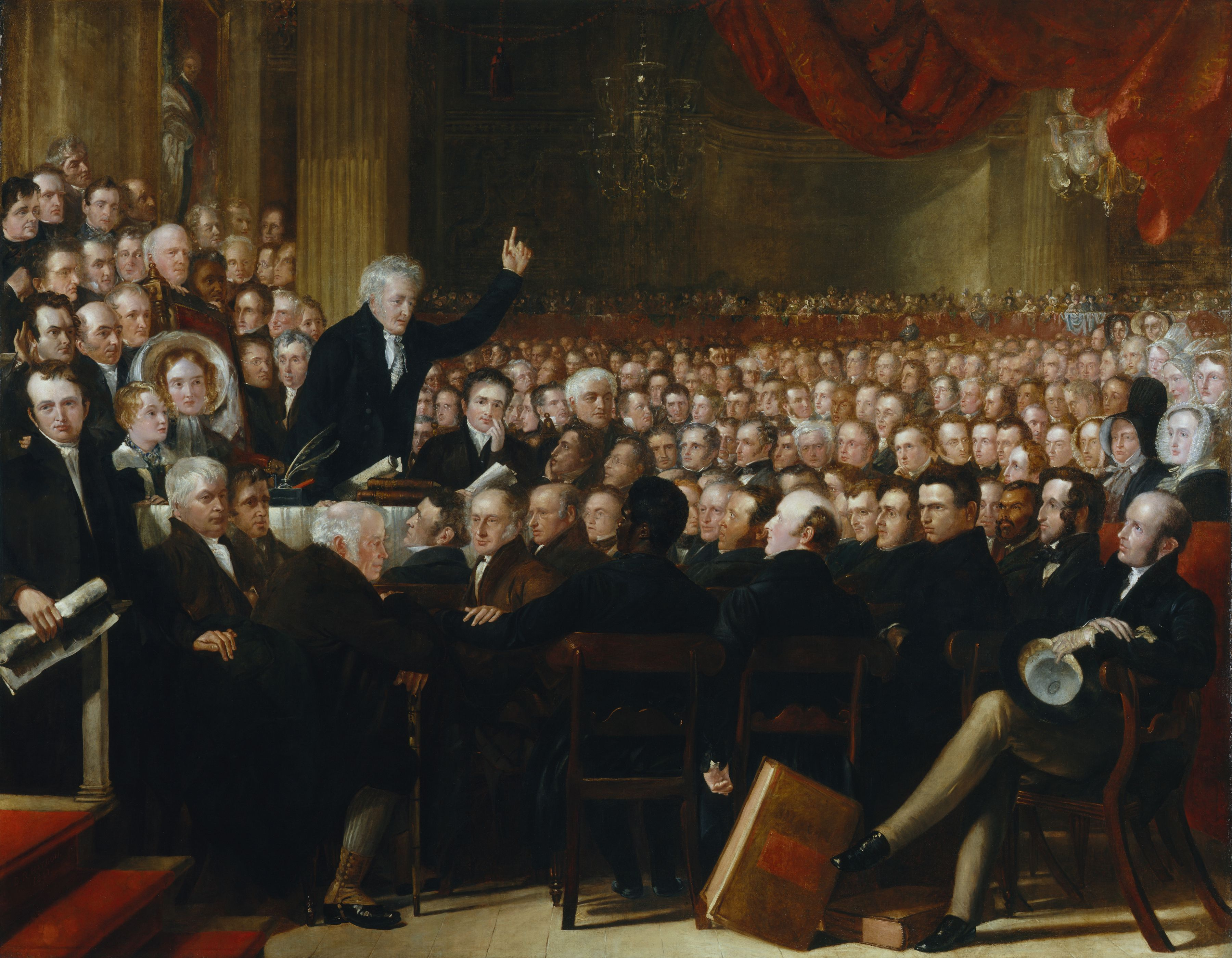
Blackburn è a sinistra in questo dipinto della Anti-Slavery Convention del 1840.

Henry Grew si espresse a favore del diritto degli uomini di escludere le donne nonostante sua figlia fosse una delle delegate escluse.
Le donne americane dovettero unirsi alle altre osservatrici come Lady Byron e non potevano partecipare alla convention. Non solo fu discussa l'uguaglianza dei sessi, ma Bradburn disse che "l'introduzione di parole come 'cristiano', 'religioso' e simili, con le quali le persone di qualsiasi religione, o di nessuna religione, dovrebbero essere escluse dalla piattaforma anti-schiavitù".
Blackburn è sul lato sinistro di questo dipinto di Haydon sulla destra, che fa parte della Convenzione contro la schiavitù del 1840. La convenzione mondiale antischiavista del 1840 fu completata in una piccola stanza presso la sala massoni dove si è tenuta la convention.

Bradburn commentò che sentiva che gli era stata data "troppa severità o durezza", ma Haydon gli assicurò che sembrava "rivoluzionario" quando faceva i suoi discorsi. Bradburn trovò del tempo dopo una visita in Francia per completare una terza seduta il 3 agosto 1840. Bradburn visitò poi Newcastle, Scozia e Irlanda, visitando persone che aveva incontrato alla convention tra cui il leader nazionalista irlandese Daniel O'Connell e Lady Byron, la matematica e la ex moglie del poeta.

## 100 convenzioni
Nel 1843 Bradburn accompagnò Frederick Douglass e William A. White in un giro di conferenze organizzato dall'American Anti-Slavery Society e chiamato "100 convenzioni". Non si trattava di un tour di predicazione ai convertiti e, successivamente, successivamente, fu aggredito. Douglass fu aggredito e la sua mano fu rotta così gravemente che non recuperò mai più il suo pieno utilizzo. Anche altre fonti collocano Bradburn lì a Pendleton, nell'Indiana, il 16 settembre 1843, quando ebbe luogo l'attacco.
Dal 1846 al 1849, Bradburn pubblicò il "Pioneer and Herald of Freedom" a Lynn, Massachusetts.
Douglass raccontò a un gruppo in Irlanda la storia di come Blackburn, che ora era quasi completamente sordo, fu sfidato per aver dato per scontato che i ministri potessero adottare il messaggio abolizionista poiché "devono vivere". Bradburn disse: "Nego qualsiasi necessità del genere: contesto le tue premesse. Nego che sia necessario che un uomo viva se non può vivere onestamente".

### 1850
Nel 1850, a Boston, Bradburn sposò Frances H. Parker. Anche se in seguito sarebbe diventata invalida e gli avrebbe impedito di assumere incarichi all'estero, fu lei a completare le sue memorie. Quell'anno stava lavorando per il Boston Chronotype e partecipò alla National Woman’s Rights Convention di due giorni che si tenne a Brinley Hall, Worcester. La convenzione fu convocata da Sarah H. Earle e presieduta da Paulina Wright Davis del Rhode Island il 23 ottobre 1850. C'erano 268 delegati, ma la stragrande maggioranza proveniva dal Massachusetts. La notizia del convegno venne ampiamente riportata, ma spesso in modo denigratorio. Si pensava che solo quattro giornali locali trattassero bene l'argomento e uno di questi era il Lynn Pioneer, diretto da Bradburn.
Nel 1851, George e Frances si trasferirono a Cleveland, Ohio, dove Bradburn aiutò a pubblicare il True Democrat, un quotidiano. Dopo due anni andò a tenere conferenze dove a volte parlava ogni sera per 26 giorni. Le sue conferenze in questo periodo non erano solo politiche, ma si basavano sulle sue esperienze in Europa nel 1840. Poteva utilizzare il suo viaggio a Londra come base per conferenze divertenti e informative.
Nel 1859 occupò il pulpito di una chiesa unitaria ad Athol, nel Massachusetts e vi risiedette per altri due anni. Lì fece buoni amici e tornò in visita ogni estate per i successivi vent'anni. Accettò un lavoro in una dogana organizzata dal suo amico Samuel Chase, ma purtroppo gli mancò la capacità di lavorare. Alla fine della sua vita chiamò William A. White, che sua moglie ricordava come un amico dai tempi in cui teneva conferenze a migliaia di persone.

## Morte
Al funerale di Bradburn nel 1880, Lysander Spooner lesse un elogio funebre e portò la bara. Sua moglie pubblicò la sua biografia nel 1883. Lydia Maria Child scrisse: "Sicuramente in questo paese, e in questo secolo, nessun'altra causa ha messo alla prova la natura morale di uomini e donne come ha fatto la causa contro la schiavitù nei suoi primi giorni: e nessuno che conoscesse George Bradburn a quel tempo metterà in dubbio il suo diritto a un posto elevato tra i veri e provati".